# Mikałaj Rasocha
Mikałaj Fiodarawicz Rasocha (biał. Мікалай Фёдаравіч Расоха, ros. Николай Фёдорович Рассоха, Nikołaj Fiodorowicz Rassocha; ur. 3 sierpnia 1958 w Słobodzie) – białoruski agronom i polityk, od 2012 roku deputowany do Izby Reprezentantów Zgromadzenia Narodowego Republiki Białorusi V kadencji; kandydat nauk rolniczych (odpowiednik polskiego stopnia doktora).

## Życiorys
Urodził się 3 sierpnia 1958 roku we wsi Słoboda, w rejonie mozyrskim obwodu homelskiego Białoruskiej SRR, ZSRR. Ukończył Białoruską Państwową Akademię Gospodarstwa Wiejskiego, uzyskując wykształcenie agronoma, oraz Akademię Zarządzania przy Prezydencie Republiki Białorusi. Uzyskał stopień kandydata nauk rolniczych (odpowiednik polskiego stopnia doktora). Pracował jako główny agronom, dyrektor sowchozu „Mozyrska Fabryka Warzywna”.
18 października 2012 roku został deputowanym do Izby Reprezentantów Białorusi V kadencji z Mozyrskiego Okręgu Wyborczego Nr 42. Pełni w niej funkcję członka Stałej Komisji ds. Ekologii, Eksploatacji Przyrody i Katastrofy Czarnobylskiej.

## Życie prywatne
Mikałaj Rasocha jest żonaty, ma córkę.